# ELOVL4
O alongamento da proteína 4 de ácidos graxos de cadeia muito longa é uma proteína que, em humanos, é codificada pelo gene ELOVL4.